# 渡同學的××瀕臨崩壞
《渡同學的××瀕臨崩壞》是由日本女性漫畫家鳴見奈留繪畫的漫畫，在《Young Ace》於2014年9月號至2015年7月號連載，後來移籍至《月刊Young Magazine》於2015年No.12至2023年No.10連載，至2023年9月20日完結，並同時宣佈動畫化。於2025年7月播出。

## 概要
《渡同學的××瀕臨崩壞》是鳴見奈留的第5部作品，前作為已改編為電視劇的《愛吃拉麵的小泉同學》。2014年8月於KADOKAWA漫畫月刊《Young Ace》連載，後來於2015年11月移籍至講談社《月刊Young Magazine》。KADOKAWA出版的單行本第1集於2015年2月12日發售，但後來因移籍的關係，講談社決定重印第1冊，內頁亦與角川版有許多的不同。而第1冊與第2冊的發行時間也相差逾1年半。

## 故事簡介
生活的全部都以妹妹為中心的高中生渡直人，在姑姑家過著平和的日子，但時隔6年再次出現的青梅竹馬使這日常受到威脅。

## 登場人物

### 主要人物
渡直人（聲：梅田修一朗）
本作主人公。16歲，高中2年級生，為學生委員會成員之一。原居於長野縣，但因後來父母雙亡的關係而輾轉寄居於各親戚的家，現居於東京都郊外的姑姑家。
與妹妹鈴白相依為命，日常生活亦以妹妹為中心，也因此被同學認為是妹控。個性細心、為人著想，擅長廚藝，雖甘願為妹妹做各種事，但意識到如果她一直依賴自己的話長大後會一無是處，所以希望她能自立。與紗月為青梅竹馬，但6年前紗月無故破壞他的田地後不再與直人見面而疏遠，對轉學至此的紗月處處防備，但實質上仍很關心她。
在19話被紫告白，於第22話以「試試看」的名義開始交往。
館花紗月（聲：矢野優美華）
女主角，16歲，高中2年C班學生。直人的青梅竹馬，但早於6年前疏遠，因某些原因破壞直人家的田地而被直人稱為「田地毀滅者」——其破壞田地的原因直至漫畫結局都未「明確」提及。
有著一頭遮著左眼的長金髮的美少女，性格冷靜沉著，有點小惡魔，不擅長應付女生團體。喜歡直人，從長野轉學至東京後便一直跟蹤他，希望透過在各方面幫助直人來彌補自己6年前的過錯，但沒有把自己的情感表露給渡。由於是農家女兒的關係，在耕作方面幫上渡許多，但在游泳方面則因經常翹掉游泳課而一竅不通。有在一間飯店裡打工兼職。
石原紫（聲：伊駒百合繪）
直人的同班同學，16歲，學生委員會成員之一。
有著一頭齊肩的短黑髮與均等的身材，是全校公認的美少女，曾拒絕過《全國美少女圖鑑》星探的發掘。性格溫柔文靜。在初中時曾與總一郎有過一段「戀情」，但實質上只是總一郎的單方面追求，因此在升上高中後對這段往事產生陰影與改變了她對戀愛的定義，也因此對「與眾不同，無私、誠實而且純潔」的直人產生好感，經常與他互動，直到班級旅行時，她才真正意識到自己喜歡直人的感情，視紗月為情敵。
在19話向直人告白，於第22話以「試試看」的名義開始交往。
渡鈴白（聲：矢野妃菜喜）
直人的妹妹，10歲，小學4年生。故事開始時為重度兄控，日常生活都需要直人的幫忙，甚至只要分開便會大吵大鬧，但其實已經懂得自立，不過仍希望一直依賴哥哥。於合宿後因結交麗音為朋友及種種未知原因，兄控屬性大幅消失。
身高比同齡人矮，姑姑多摩代認為是遺傳，在第1話時向直人要求能種東西的田地，導致多摩代答應給予自己荒蕪的院子作耕作。
漫畫中後段鈴白劇情迅速減少，結尾與德井重信約定，未來一定能成為他所喜歡的女人（即喜歡德井——雖然具體原因並未交代清楚）。
梅澤真輝奈（聲：梅澤惠）
為直人的學妹，兩人國中同校。聖索拉里亞女子學院高一生，所屬該校的田徑部，擅長跑步，曾被稱作「田徑長跑女王」，但到了東京生活後經常翹掉田徑部的集訓，成為可有可無的成員，後來更直接退出。
對渡抱有好感（理由似乎未說明），在22話渡參加打工面試時初登場，差點認為為了確認自己身份的渡為強姦犯，互相相認後積極接近渡，包括使用色誘和假扮情侶看煙花大會等招數，但已經意識到自己無法成為他心中的首位後已減緩動作，但機會到來的時候仍會嘗試把握，於故事後段曾向直人告白但，在漫畫中並無太多篇幅描述，故事中期直人更視真輝奈、麗音、鈴白為小朋友三人組，直到紗月的提醒加上自己的告白才讓直人知道自己的心意，不願聽直人的回覆（因為早已知道結果），結尾重新回到了田徑部（發現自己擅長照顧同部後輩），至於詳細過程未提及。

### 次要人物
德井重信（聲：中島良樹）
直人的同班同學與好朋友，在學校上稱得上是直人唯一要好的朋友。和紫是兒時玩伴，就讀同一所國中。在學校中挺受女生歡迎但不擅長應付她們。從小就受到嚴格教育，所以與父母關係並不融洽。常在祖父的花店幫忙。溝通能力出眾，但總是保持冷靜，退一步思考，用冷靜客觀的視角看待自己和周圍的關係。
美尋
直人的同班同學，重的朋友。個性活潑，喜愛甜食，曾在超市購物時與直人相遇，對溫柔的直人抱有好感。
渡多摩代
直人的姑姑與房東，28歲，擁有與年齡不相稱的蘿莉身高與外貌，而自己亦很在意自己的身高，整天大部分時間都在房間中工作，似乎是職業作家。由於擁有大房子的關係而讓直人與鈴白兩兄妹寄於籬下，雖然看似對他們很不友善，但實質上很關心他們兩兄妹。家裡飼養著一隻名叫「貓呆」的貓。
靜間
多摩代的美女責任編輯，經常到多摩代家催促她交原稿，偶爾會幫助直人照顧鈴白。
藤岡總一郎
初中時期的紫的學長，比紫大兩屆的學生會長，家裡開大醫院的獨生子，全國模擬考試的名次也一直名列前茅。給人一種溫柔友善的印象，但不太理解別人感受。曾單方面追求紫，雖然被紫拒絕但仍一直希望她能與自己交往，甚至還提到結婚的事情，導致紫在升上高中後對這段往事產生陰影。在畢業後一直沒與紫聯絡，後來在她與直人們在海邊進行合宿時碰見她，並再次向紫提出交往的請求，最後再次被紫拒絕。

## 出版書籍
| 冊數 | KADOKAWA      | KADOKAWA               | 講談社         | 講談社                 | 東立出版社     | 東立出版社             |
| 冊數 | 發售日期      | ISBN                   | 發售日期       | ISBN                   | 發售日期       | ISBN                   |
| ---- | ------------- | ---------------------- | -------------- | ---------------------- | -------------- | ---------------------- |
| 1    | 2015年2月14日 | ISBN 978-4-04-102797-4 | 2016年5月6日   | ISBN 978-4-06-382780-4 | 2019年9月6日   | ISBN 978-957-26-3696-1 |
| 2    | 不適用        | 不適用                 | 2016年6月17日  | ISBN 978-4-06-382809-2 | 2020年10月19日 | ISBN 978-957-26-3697-8 |
| 3    | 不適用        | 不適用                 | 2017年1月6日   | ISBN 978-4-06-382909-9 |                |                        |
| 4    | 不適用        | 不適用                 | 2017年7月6日   | ISBN 978-4-06-510023-3 |                |                        |
| 5    | 不適用        | 不適用                 | 2018年1月5日   | ISBN 978-4-06-510701-0 |                |                        |
| 6    | 不適用        | 不適用                 | 2018年9月6日   | ISBN 978-4-06-512808-4 |                |                        |
| 7    | 不適用        | 不適用                 | 2019年3月6日   | ISBN 978-4-06-514805-1 |                |                        |
| 8    | 不適用        | 不適用                 | 2019年10月4日  | ISBN 978-4-06-517291-9 |                |                        |
| 9    | 不適用        | 不適用                 | 2020年9月4日   | ISBN 978-4-06-520694-2 |                |                        |
| 10   | 不適用        | 不適用                 | 2021年3月5日   | ISBN 978-4-06-522588-2 |                |                        |
| 11   | 不適用        | 不適用                 | 2021年8月5日   | ISBN 978-4-06-524343-5 |                |                        |
| 12   | 不適用        | 不適用                 | 2022年2月18日  | ISBN 978-4-06-526831-5 |                |                        |
| 13   | 不適用        | 不適用                 | 2022年7月20日  | ISBN 978-4-06-528418-6 |                |                        |
| 14   | 不適用        | 不適用                 | 2023年1月19日  | ISBN 978-4-06-530414-3 |                |                        |
| 15   | 不適用        | 不適用                 | 2023年8月18日  | ISBN 978-4-06-532372-4 |                |                        |
| 16   | 不適用        | 不適用                 | 2023年11月20日 | ISBN 978-4-06-532693-0 |                |                        |

## 電視動畫
2023年9月，原作連載完結，並同時宣佈動畫化。於2025年7月播出。

### 製作人員
- 原作：鳴見奈留
- 導演：直谷隆
- 副導演：淺見松雄
- 劇本統籌：高橋龍也（日语：髙橋龍也）
- 人物設定：安田祥子（日语：安田祥子 (アニメーター)）
- 服裝設計：
- 道具設計：山崎千繪
- 總作畫監督：安田祥子、小美戶幸代、小林利充（日语：小林利充）、扇多惠子
- 動畫製作：Staple Entertainment（日语：Staple Entertainment）
- 製作：渡同學的××瀕臨崩壞製作委員會[5]

### 主題曲
片頭曲
演唱、作词、作曲：Yuika，编曲：花井谅
片尾曲愛愛愛愛愛
演唱：PEDRO，作词、作曲：、编曲：友成空

### 各话列表
| 话数  | 标题               | 剧本     | 分镜     | 演出     | 作画监督                                                 | 总作画监督 | 首播日期      |
| ----- | ------------------ | -------- | -------- | -------- | -------------------------------------------------------- | ---------- | ------------- |
| 第1话 | 开始崩坏的平静日常 | 高桥龙也 | 直谷隆   | 浅见松雄 | 安田祥子、森悦人、冈田雅人                               | 安田祥子   | 2025年 7月5日 |
| 第2话 | 小小的谎言         | 山田哲弥 | 直谷隆   | 浅见松雄 | 小美户幸代、大塚八爱、冈田雅人                           | 小美户幸代 | 7月12日       |
| 第3話 | 煩惱退散           | 山田哲弥 | 西田正義 | 浅见松雄 | 扇多惠子                                                 | 扇多惠子   | 7月19日       |
| 第4話 | 展示和被看到       | 高橋龍也 | 西田正義 | 浅见松雄 | 飯飼一幸、池田佳織、齊藤香織、吉田勝、                   | 小林利充   | 7月26日       |
| 第5話 | 理想的人           | 直谷隆   | 直谷隆   | 浅见松雄 | 櫻井拓郎、石動仁、池田佳織、青野厚司、岡田雅人、菊池一真 | 小美户幸代 | 8月2日        |
| 第6話 | 告白               | 直谷隆   | 祝浩司   | 中村良   | 安田祥子、内野明雄、𠮷岡勝、森悅人                       | 安田祥子   | 8月9日        |
| 第7話 | 夏天前的下課後     | 山田哲彌 | 西田正義 | 中村良   | 飯飼一幸、池田佳織、齊藤香織、鐮田均                     | 小林利充   | 8月16日       |

### BD
| 卷数 | 发售日期           | 收录话数 | 规格编号  |
| ---- | ------------------ | -------- | --------- |
| 上   | 2025年12月24日预定 |          | UNXA-1009 |
| 下   | 2026年3月25日预定  |          | UNXA-1014 |

## 外部連結
- 月刊Young Magazine的官方網站（日語）
- 電視動畫《渡同學的××瀕臨崩壞》官方網站（日語）
- 電視動畫《渡同學的××瀕臨崩壞》官方的X（前Twitter）（日語）